# Stazione di Castel San Pietro Terme
Stazione di Castel San Pietro Terme vasútállomás Olaszországban, Castel San Pietro Terme településen.

## Vasútvonalak
Az állomást az alábbi vasútvonalak érintik:
- Bologna–Ancona-vasútvonal

## Kapcsolódó állomások
A vasútállomáshoz az alábbi állomások vannak a legközelebb:
- Stazione di Imola
- Stazione di Varignana